# غينارو رويز كاماتشو
غينارو رويز كاماتشو (بالإنجليزية: Genaro Ruiz Camacho)‏ هو مهرب مخدرات أمريكي، ولد في 14 سبتمبر 1954، وتوفي في 26 أغسطس 1998 في هانتسفيل في الولايات المتحدة.